# Oskoruš
Oskoruš (olaszul:  Oscorus) falu Horvátországban, Isztria megyében. Közigazgatásilag Bujéhoz tartozik.

## Fekvése
Az Isztria északnyugati részén, Umagtól 18 km-re keletre, községközpontjától 8 km-re északkeletre, a Bujština területén a Dragonja bal partján, a szlovén határ mellett fekszik.

## Története
A 16. és 17. században a Balkánról, főként Dalmáciából érkezett földműves családokkal népesítették be. 1797-ben a napóleoni háborúk következtében megszűnt a Velencei Köztársaság és az Isztriával együtt a település is Habsburg uralom alá került. 1805-ben Napóleon a francia fennhatóság alatt álló Illír provincia részévé tette. Napóleon bukása után 1813-ban az egész Isztriával együtt ismét a Habsburg birodalom részévé vált és maradt 1918-ig. 1857-ben 176, 1910-ben 241 lakosa volt.
Az első világháború után a rapallói szerződés értelmében Isztria az Olasz Királysághoz került. 1943-ban az olasz kapitulációt követően német megszállás alá került, mely 1945-ig tartott. A második világháború után a párizsi békeszerződés értelmében Jugoszlávia része lett, de 1954-ig különleges igazgatási területként átmenetileg a Trieszti B zónához tartozott és csak ezután lépett érvénybe a jugoszláv polgári közigazgatás. A település Jugoszlávia felbomlása után 1991-ben a független Horvátország része lett. 1993-ban újraalakították a történelmi Buje községet, melynek része lett. 2011-ben 51 lakosa volt. Lakói mezőgazdasággal, állattartással és újabban turizmussal foglalkoznak.

## Nevezetességei
Szent György tiszteletére szentelt kis temploma 1785-ben épült, azóta többször renoválták. Egyhajós épület, bejárata előtt kis loggiával, homlokzata felett nyitott kétfülkés harangtoronnyal, benne két haranggal.

## Lakosság
| Lakosság változása | Lakosság változása | Lakosság változása | Lakosság változása | Lakosság változása | Lakosság változása | Lakosság változása | Lakosság változása | Lakosság változása | Lakosság változása | Lakosság változása | Lakosság változása | Lakosság változása | Lakosság változása | Lakosság változása | Lakosság változása |
| ------------------ | ------------------ | ------------------ | ------------------ | ------------------ | ------------------ | ------------------ | ------------------ | ------------------ | ------------------ | ------------------ | ------------------ | ------------------ | ------------------ | ------------------ | ------------------ |
| 1857               | 1869               | 1880               | 1890               | 1900               | 1910               | 1921               | 1931               | 1948               | 1953               | 1961               | 1971               | 1981               | 1991               | 2001               | 2011               |
| 176                | 186                | 181                | 188                | 211                | 241                | 0                  | 262                | 259                | 188                | 163                | 101                | 79                 | 53                 | 60                 | 51                 |